# Gyaritus auratus
Gyaritus auratus är en skalbaggsart som beskrevs av Stefan von Breuning 1963. Gyaritus auratus ingår i släktet Gyaritus och familjen långhorningar.
Artens utbredningsområde är Laos. Inga underarter finns listade i Catalogue of Life.